# Stary Dzików (gemeente)
De gemeente Stary Dzików is een landgemeente in het Poolse woiwodschap Subkarpaten, in powiat Lubaczowski.
De zetel van de gemeente is in Stary Dzików.
Op 30 juni 2004 telde de gemeente 4556 inwoners.

## Oppervlakte gegevens
In 2002 bedroeg de totale oppervlakte van gemeente Stary Dzików 155,77 km², waarvan:
- agrarisch gebied: 51%
- bossen: 43%

De gemeente beslaat 11,91% van de totale oppervlakte van de powiat.

## Demografie
Stand op 30 juni 2004:
| Omschrijving                   | Totaal | Totaal | Vrouwen | Vrouwen | Mannen | Mannen |
| ------------------------------ | ------ | ------ | ------- | ------- | ------ | ------ |
| eenheid                        | aantal | %      | aantal  | %       | aantal | %      |
| inwoners                       | 4556   | 100    | 2248    | 49,3    | 2308   | 50,7   |
| bevolkingsdichtheid (inw./km²) | 29,2   | 29,2   | 14,4    | 14,4    | 14,8   | 14,8   |

In 2002 bedroeg het gemiddelde inkomen per inwoner 1452,88 zł.

## Administratieve plaatsen (sołectwo)
Cewków, Moszczanica, Nowy Dzików, Stary Dzików, Ułazów.

## Overige plaatsen
Koziejówka, Lebiedzie, Maziarnia, Parachówka, Witki, Wola Cewkowska.